# Gabara gigantea
Gabara gigantea är en fjärilsart som beskrevs av Smith 1905. Gabara gigantea ingår i släktet Gabara och familjen nattflyn. Inga underarter finns listade i Catalogue of Life.